# Hôpital de Cery
Pour les articles homonymes, voir Cery.
L'hôpital de Cery est un hôpital psychiatrique, siège du Département de psychiatrie du Centre hospitalier universitaire vaudois (CHUV). Il est situé à Prilly dans la région lausannoise en Suisse romande.

## Histoire
En 1861, la campagne de Cery a été acquise pour y construire un « asile d'aliénés ». Il permettra de remplacer le site du Champ-de-l'air (en face de l'actuelle policlinique) affecté à cet effet depuis 1811, dont les coûts d'entretien et de réparations des bâtiments ne cessaient d'augmenter et qui par ailleurs était surpeuplé. Le bâtiment est construit sur le domaine par l'État de Vaud entre 1868 et 1873, puis est inauguré en 1873. Les malades seront transférés sur le site par petits groupes à partir du 27 mars ce qui précipitera la fin des travaux. Au cours de l'année 1875, 420 malades y seront soignés.
En 1905, l'Hôpital est menacé d'encombrement, particulièrement dans la division des femmes. Le Conseil d'État étudie depuis plusieurs années un projet de placement à la campagne de malades chroniques tranquilles. En 1906, le Service sanitaire juge que le projet a obtenu « d'excellents résultats ».
Le travail est à l'époque une composante importante de la thérapeutique de l'Hôpital. La fabrique de sac en papier sera inauguré dans la division des hommes en 1906. Pendant la Première guerre mondiale, le contingentement du papier restreint la fabrication des sacs et les malades sont employés à la couture, au jardinage, au triage du grain ou au démêlage du crin.
Les femmes sont occupées par la réparation des habits et par des ouvrages de lingerie. En 1909, le nombre total de pièces confectionnées est d'environ 7 000. En 1924, elles auront confectionné 18 000 pièces neuves de lingerie et raccommodé 23 000, tricoté 10 000 paires de bas en plus du service de repassage.
En 1920, le pourcentage de « travailleurs » parmi les malades est de 63,8 % chez les hommes et de 95,4 % chez les femmes.
Dans les années 1950, l'Hôpital de Cery a abrité jusqu'à 750 patients. L'Hôpital psychiatrique de Cery « est [aujourd'hui] devenu le principal centre romand d'enseignement et de recherche dans ce domaine ».
En 2013, le Grand Conseil du canton de Vaud accepte un crédit de cent millions de francs suisses pour remplacer l'actuel Hôpital psychiatrique de Cery (datant de 1959) par un nouveau bâtiment de 100 lits, la rénovation de la clinique gériatrique (de 1963, 80 lits) ainsi que la création d'une « unité de soins psychiatriques fermés pour mineurs » (10 lits) et d'un « établissement de réhabilitation sécurisé pour adultes » (20 lits).
En 2014, le Grand Conseil du canton de Vaud accepte également un crédit supplémentaire de 22,5 millions de francs pour la construction d'un nouveau Centre de neurosciences psychiatriques (CNP) doté d'une superficie de 2 800 m2.

## Organisation
L'Hôpital de Cery abrite le Centre d'expertises psychiatriques, le Centre de neurosciences psychiatriques, le Service de médecine et de psychiatrie pénitentiaires, le Service de psychiatrie générale, le Service universitaire de psychiatrie de l'âge avancé ainsi que le Centre d'épidémiologie psychiatrique et de psychopathologie.
Cery est le quatrième site de la Faculté de biologie et de médecine de l'Université de Lausanne. Les autres sites sont le campus de Dorigny, le site du Centre hospitalier universitaire vaudois (quartier du Bugnon) ainsi que le site d'Épalinges.

### Sources
Fonds : Hôpital de Cery (1791-2010) [documents textuels et iconographiques ; 38,50 mètres]. Section : Archives officielles dès 1803, entrées dès 1985; Cote : CH-000053-1 SB 258. Archives cantonales vaudoises (présentation en ligne).